# Sam Sparro
Sam Sparro (født 8. november 1982) er en producer, sanger og sangskriver. 
Sam Sparro er født i Sydney, Australien men opvokset i Los Angeles.
Hans musikalske stil er en blanding af elektro, soul, funk og pop, og han henter inspiration fra navne som Soul II Soul, Kraftwerk, Grace Jones og Sade.
Debutalbummet Sam Sparro er produceret af den engelske producer Paul Epworth (Bloc Party, The Futureheads, Babyshambles, Kate Nash m.fl.) Sam Sparro selv, Jesse Rogg, Eg White og Richard X.
Sam Sparro skriver, optræder, producerer og arrangerer alt sit eget materiale, og desuden designer han sit eget artwork